# Ignacio Anaya García
Ignacio Anaya García (Manuel Benavides, Chihuahua; 15 de agosto de 1895-Piedras Negras, Coahuila; 9 de noviembre de 1974) fue un cocinero mexicano, creador de los nachos, comida que ha alcanzado enorme éxito y popularidad en todo el mundo.

## Vida personal
Originario de Manuel Benavides, Chihuahua, "Nacho" se fue a vivir a la ciudad de Piedras Negras, Coahuila durante dieciocho años, lugar donde creó su más famoso platillo, los nachos. Contrajo matrimonio con María Antonieta Salinas, con la que tuvo nueve hijos. En 1960, fundó su propio restaurante llamado "El Nacho".

## Creación de lasnachos
Todo surgió en la ciudad de Piedras Negras, Coahuila, en 1943. Hay varias versiones sobre su creación, aunque la que más se destaca es la que cuenta que ante la llegada de un grupo de mujeres, esposas de militares estadounidenses al restaurante en el que trabajaba, el Club Victoria (después nombrado El Moderno), siendo en aquel entonces jefe de comedor, pidieron degustar algo. Algunas versiones apuntan que habían llegado tarde ya cuando el lugar estaba a punto de cerrar, y otras que aún era demasiado pronto y todavía no contaban con muchos ingredientes para preparar su menú. Por lo que, ante tal situación, Nacho tomó unas tortillas fritas cortadas en forma de triángulo para meterlas al horno, no sin antes agregarles algo de queso encima y unos chiles en rajas también. Para sorpresa de las mujeres, fue toda una delicia el platillo creado de forma improvisada. Así pues, no tardaron en preguntar por su nombre y pronto Nacho pensó en uno adecuado, y lo llamó después, "Nacho’s Special".